# Кореас, Сальвадор
Сальвадор Артуро Кореас Перес (исп. Salvador Arturo Coreas Pérez; родился 29 сентября 1984 года в Сан-Мигеле, Сальвадор) — сальвадорский футболист. Играл на позиции полузащитника и нападающего в различных сальвадорских клубах. Являлся игроком национальной сборной Сальвадора, за которую провел 36 матчей.

## Клубная карьера
Кореас начинал свою карьеру в сальвадорском клубе «Агила», впоследствии выступал за менее именитым на местном уровне команды: «Атлетико Бальбоа», «Виста Эрмоса» и «Мунисипаль Лименьо».

## Международная карьера
Кореас дебютировал в составе сборной Сальвадора 22 января 2008 года, в товарищеском матче против сборной Белиза. За 2 года он провёл 36 игр за национальную команду и не забил ни одного мяча. Кореас представлял свою страну в 12 матчах отборочных турниров Чемпионата мира, выступал на Кубке наций Центральной Америки 2009 и Золотом кубке КОНКАКАФ 2009).
Последний раз за сборную Сальвадора он сыграл в октябре 2009 года в матче против сборной Мексики, проходившем на стадионе Ацтека в Мехико.